# Absatzrisiko
Das Absatzrisiko ist ein Unternehmensrisiko, das in der Gefahr der negativen Abweichung des tatsächlichen Absatzvolumens (Menge) oder der Umsatzerlöse (Wert) von der Unternehmensplanung (Absatzplanung) besteht.
Mit dem Absatzrisiko beschäftigt sich die betriebliche Funktion des Vertriebs als dessen Hauptrisiko. Streng zu trennen ist es vom Lagerrisiko, das keine direkten Auswirkungen auf den Umsatz hat, sondern sich auf die Lagerkosten oder als Wertminderung auswirkt. Zuweilen wird zwischen dem Absatz- und Umsatzrisiko unterschieden. Letzteres besteht in einer unzureichenden Deckung der Gesamtkosten durch die Umsatzerlöse. Zusammen mit dem Beschaffungsrisiko bildet für Karl Oberparleiter das Absatzrisiko das Marktrisiko.

## Einordnung
Innerhalb der Unternehmensrisiken gibt es die Untergruppe der finanzwirtschaftlichen Risiken, zu denen neben den Ausfallrisiken und Liquiditätsrisiken auch die Marktrisiken gehören. Das Marktrisiko kann darin bestehen, dass die Nachfrage nicht oder nicht vollständig gedeckt werden kann (Nachfrageüberhang) oder beim Angebotsüberhang zu viel produziert wurde (quantitatives Marktrisiko), die Produktqualität/Dienstleistungsqualität nicht den Kundenerwartungen entspricht (qualitatives Marktrisiko), die falsche Zielgruppe (lokales Marktrisiko) oder der falsche Vermarktungszeitpunkt (temporäres Marktrisiko) ausgewählt wurde. Das Absatzrisiko bildet eine Untergruppe der Marktrisiken. 

## Arten
Das quantitative Absatzrisiko besteht aus der Gefahr, dass die Nachfrage überschätzt oder unterschätzt wird, während das qualitative Absatzrisiko aus der Gefahr einer fehlenden Kundenzufriedenheit resultiert. Die Gefahr, dass nachgefragte Produkte nicht produziert werden können, wird Erfüllungsrisiko genannt. Zum Absatzrisiko zählen auch das Transportrisiko vor dem Gefahrübergang (Produkte können untergehen oder beschädigt werden) und das Abnahmerisiko, falls der Kunde die Ware nicht abnimmt. Schließlich gehört zum Absatzrisiko auch das Zahlungsrisiko, wenn der Kunde die Ware nicht oder verspätet bezahlt. Im weiteren Sinne lässt sich auch das Produkthaftungsrisiko dem Absatzrisiko zuordnen. 

## Einflussfaktoren
Als Einflussfaktoren auf das Absatzrisiko wirken insbesondere die Preispolitik, Absatzförderung, Ausschließlichkeitsbindung, Kundenbindung, Liefergarantien, Marketing, Passantenfrequenz, Stammkundschaft oder Werbung. Wird beispielsweise der Marktpreis gesenkt, können sich die Absatzrisiken vermindern und umgekehrt. Führen Marketingmaßnahmen zu einer stärkeren Kundenbindung, kann dies die Absatzrisiken verringern. Saisonbetriebe besitzen ein höheres Absatzrisiko außerhalb der Hochsaison (etwa Speiseeis im Winter).

## Risikobewältigung
Absatzrisiken kann begegnet werden durch entsprechenden Einsatz der Einflussfaktoren. Darüber hinaus ist eine Risikobewältigung möglich durch Erhöhung oder Verminderung der Kapazität oder Veränderung der Vorratsintensität (quantitatives Absatzrisiko), Qualitätsmanagement (qualitatives Absatzrisiko), Diversifikation (Erfüllungsrisiko), Abschluss von Transportversicherungen (Transportrisiko) oder Hereinnahme von Zahlungsgarantien (Zahlungsrisiko).